# Лоренцо Сенес
Лоренцо Сенес  (пол. Wawrzyniec Senes роки народження і смерті невідомі, 1-ша половина 17 ст.) — польський архітектор перехідної доби від маньєризму до раннього бароко, італієць із Швейцарії.

## Життєпис
Походить з кантону Грізонія, або Граубюнден, Швейцарія. Це найбільший з кантонів Швейцарії, розташований на сході країни.
Відомостей про архітектора залишилось мало. Невідомо, де він опановував архітектуру і хто був його вчителями. Життя в поліетнічній країні і різномовному оточенні відбилося на написанні його прізвища (є декілька варіантів). В Речі Посполитій, де пройшли головні роки життя і творчості митця, він відомий як Wawrzyniec Senes.
В Кракові зафіксоване перебування в 1632 році, коли 13 січня він придбав будинок навпроти Славковської брами. Сусідка розповіла, що він вже перебував в країні, можливо, в Варшаві. За попередніми гіпотезами, він перебував вже на службі у воєводи Кшиштофа Оссолінського (1587–1645) в селі Уязд, що на відстані приблизно 40 кілометрів на захід від Самбору.
Таким чином, Лоренцо Сенес — представник першої, обдарованої генерації італійських майстрів початку 17 століття, запрошених на роботу в Річ Посполиту, якого пізніше зарахують до найоригінальніших серед тих, хто працював в 17 столітті. Будівлі замку Крижтопор створені в стилістиці переходу від маньєризму до раннього бароко.

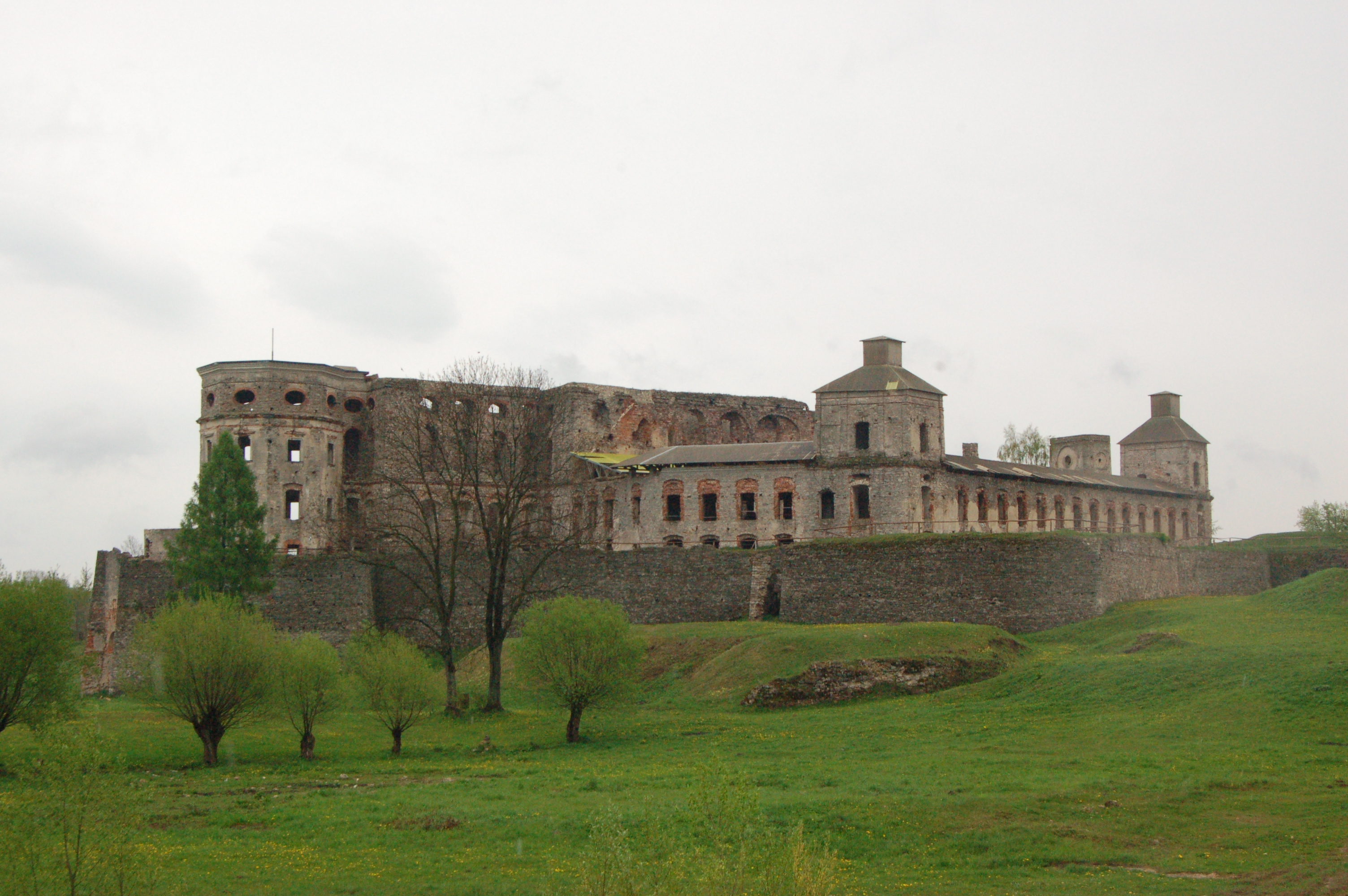
Замок Крижтопор, стан на 2010 рік.

Архітектор Лоренцо Сенес з 4 червня 1633 року став громадянином міста Краків. Відомо, що був одружений, дружину звали Зофья. Після платні, отриманої за побудову замку Крижтопор, придбав ще один будинок для сина Яна Баттісти.
Споруда замку для воєводи Оссолінського була розповсюдженим тоді зразком палацу на фортеці («palazzo in fortezza»). Серед них — Підгорецький замок Конєцпольського (вибудований в 1635–1640 роках), палац в селі Мурованому Мнішека тощо. В п'ятикутний двір фортеці було артистично вписано чудернацький план палацу з двома внутрішніми дворами — овальним та у вигляді трапеції. Вигадливий за планом палац володаря мав чотири поверхи. Як будівельний матеріал використали місцевий камінь і цеглу. Північна ділянка на терасах по-за замком була використана для створення регулярного саду. Чотири вежі нової палацової споруди уособлювали чотири пори року, п'ятдесят дві зали — кількість тижнів на рік. Новий палац зберіг рови навколо фортечних мурів і бастіони, на яких стояли гармати. Загальна площа замку — 1,3 гектара, периметр фортечних мурів — сімсот (700) метрів. (Щось подібне мав замок кардинала Олександра Фарнезе в Капраролі, Італія. Загальна площа всіх приміщень замку дорівнювала 70 000 квадратних метрів. За розплануванням — це безпрецедентна споруда на теренах Речі Посполитої, водночас оборонна і парадна.

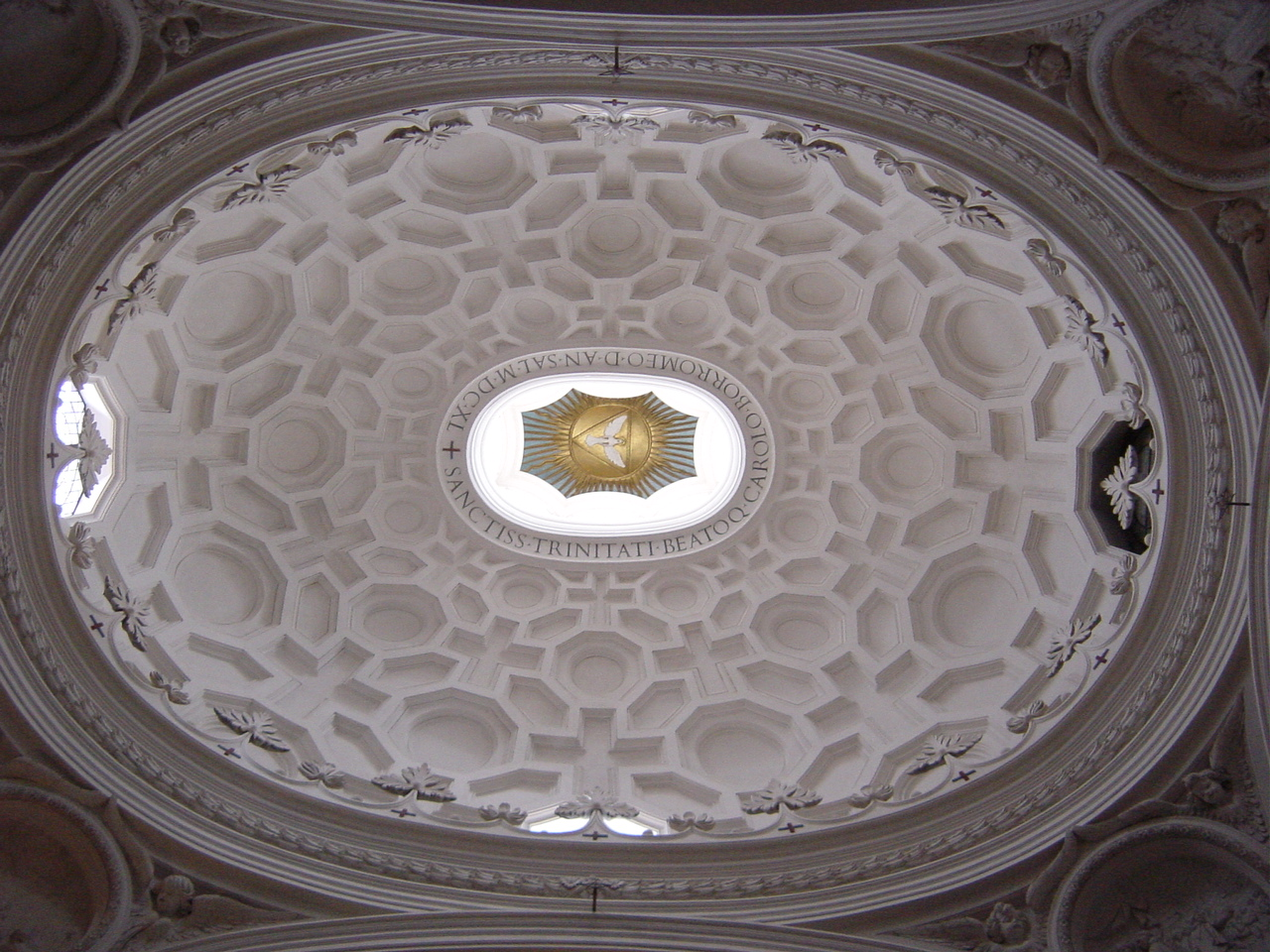
Франческо Борроміні. Підбанний простір церкви Сан Карло алле Кваттро Фонтане в римі.

Незвичним для країни був і план колегіати в Кліментові. Сенес вибудував костел святого Йосипа з двома вежами на західному фасаді і єдиним об'ємом велетенської бані у вигляді еліпса. Подібне розпланування свідчить або про перебування майстра в Римі, або про знайомство і вивчення ідей і креслень римського архітектора-генія Франческо Борроміні. Останній вибудував церкву Сан Карло алле Кваттро Фонтане саме з овальною банею в період 1638–1641 років. Будівництво Сенесом костелу Св. Йосипа в провінційному Кліментові відносять до 1643–1650 років.
Як архітектор і неабиякий інженер Лоренцо Сенес був задіяний на побудові велетенських будівель. Низькі темпи будівництва того часу та складність їх конструкцій обумовили малу кількість споруд, які встиг побудувати митець.

## Замок Крижтопор, галерея

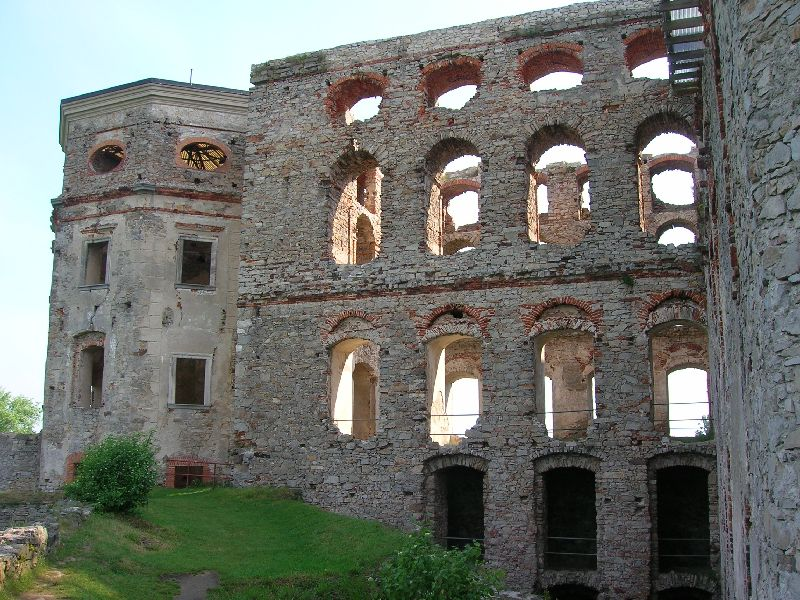

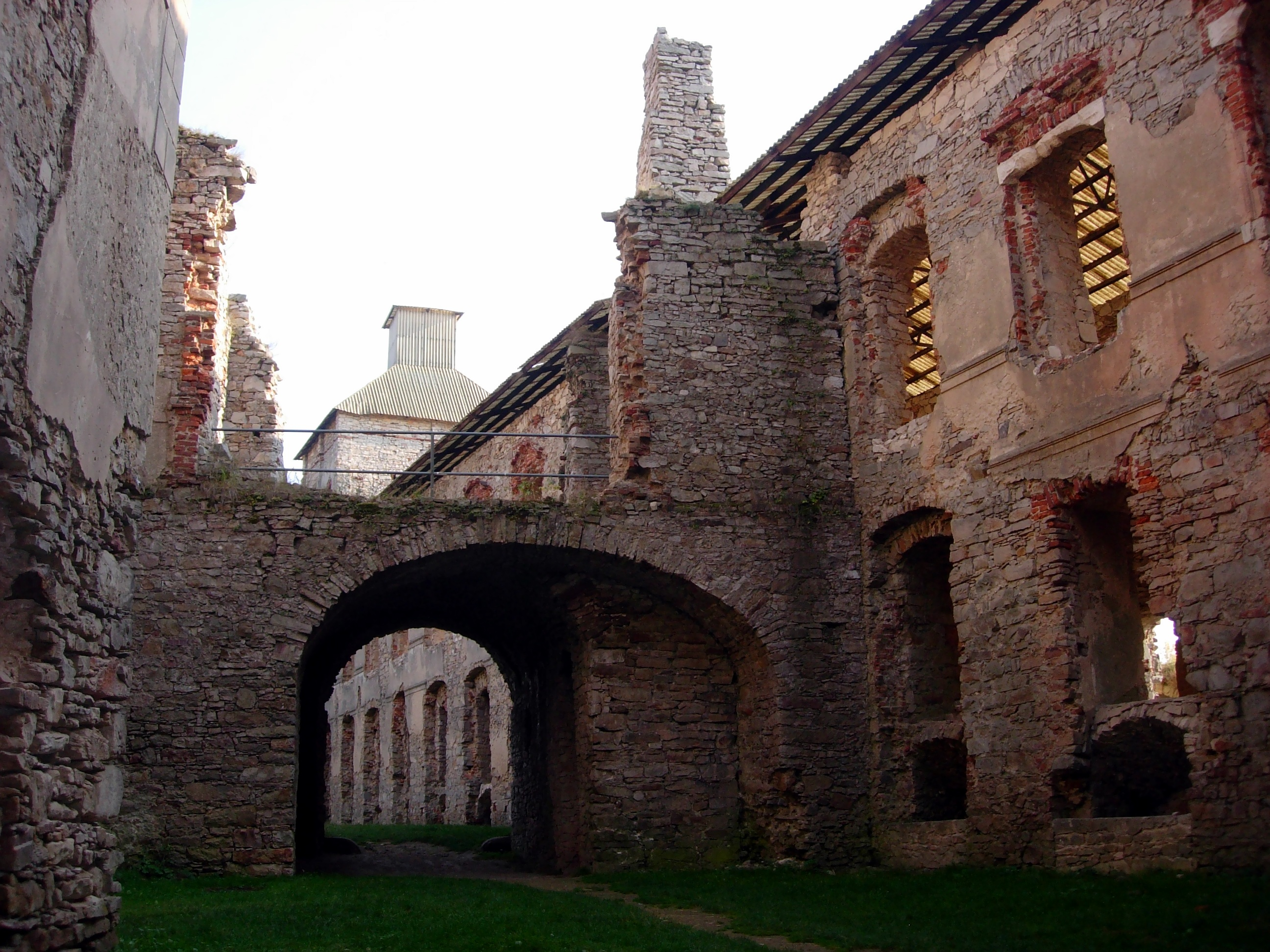
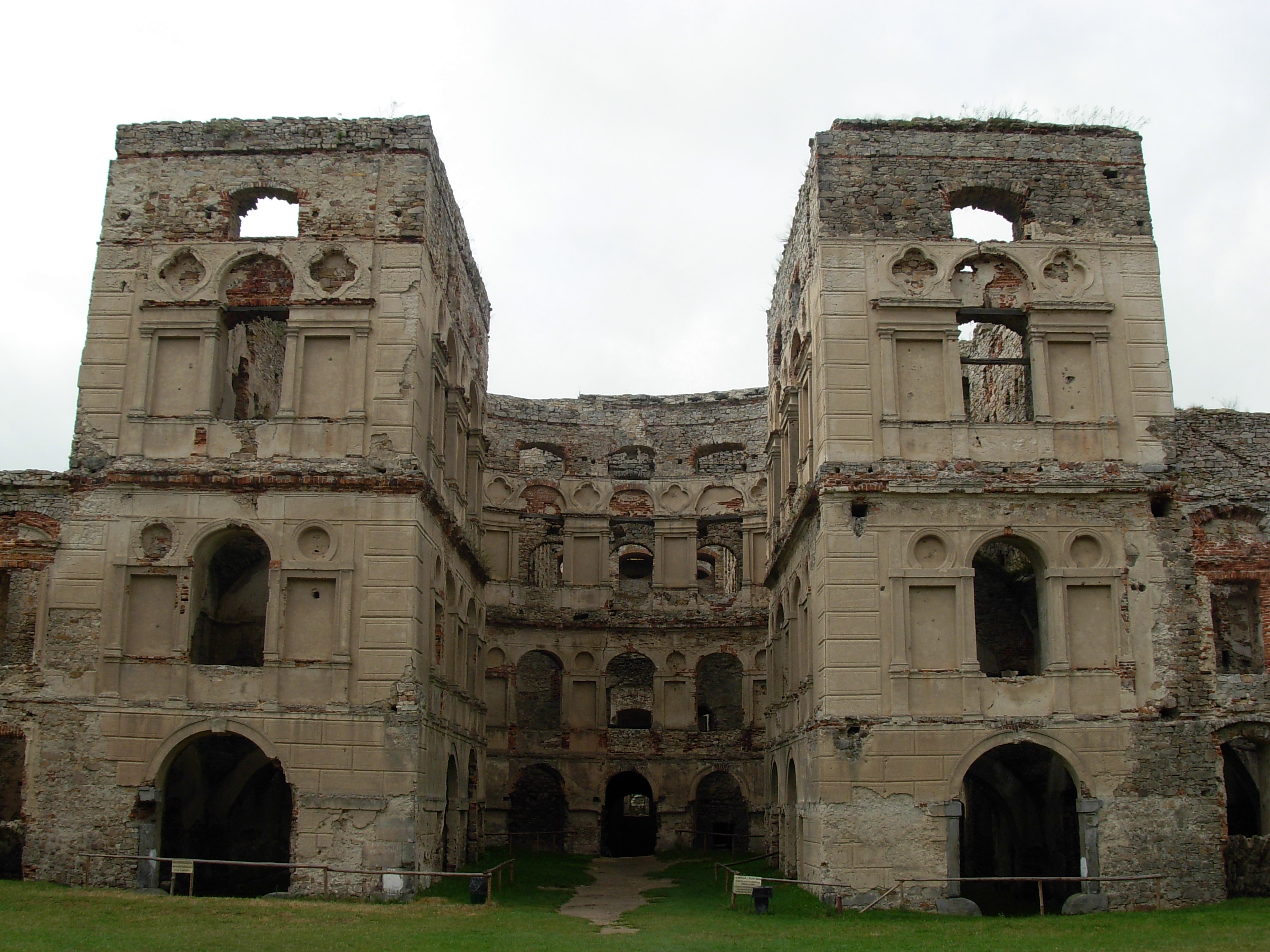
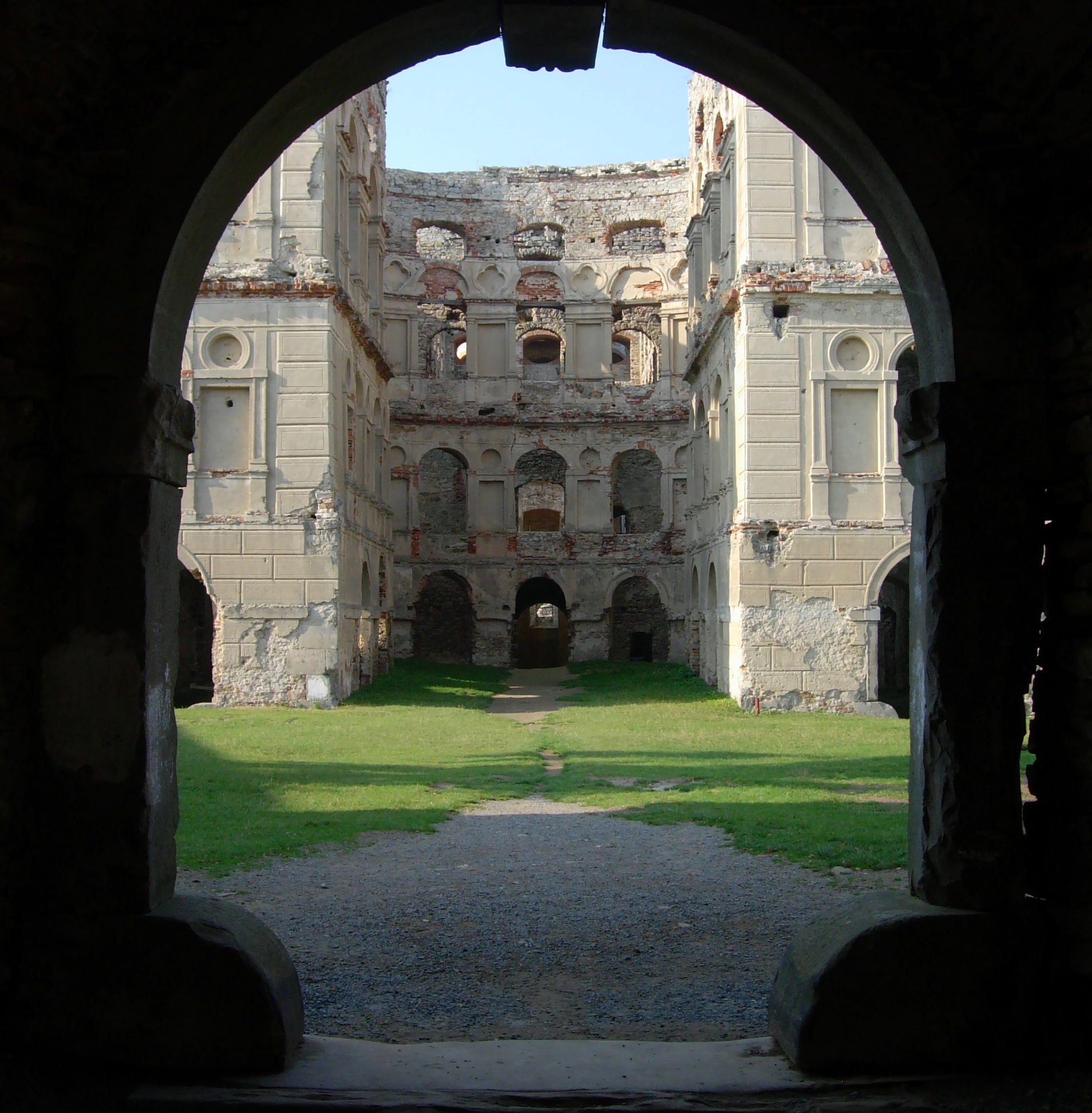
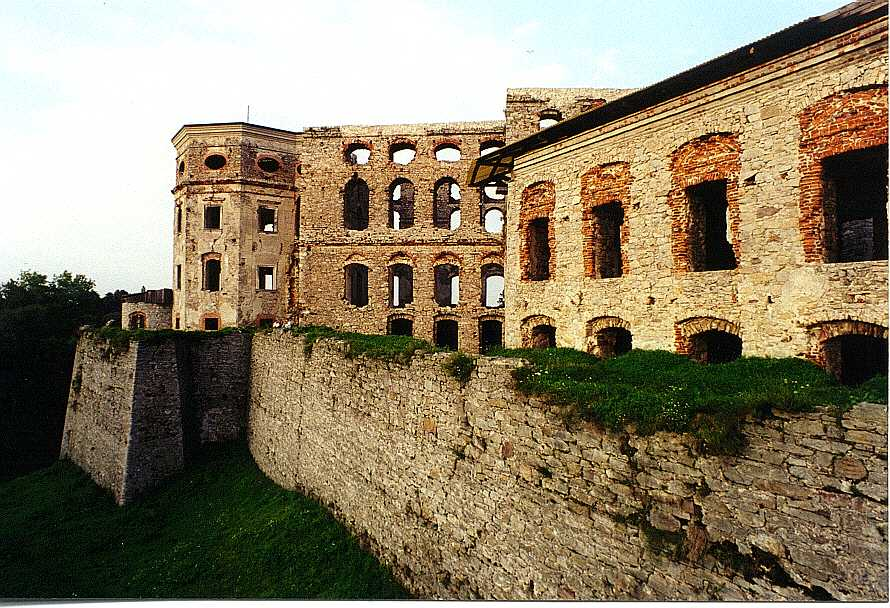
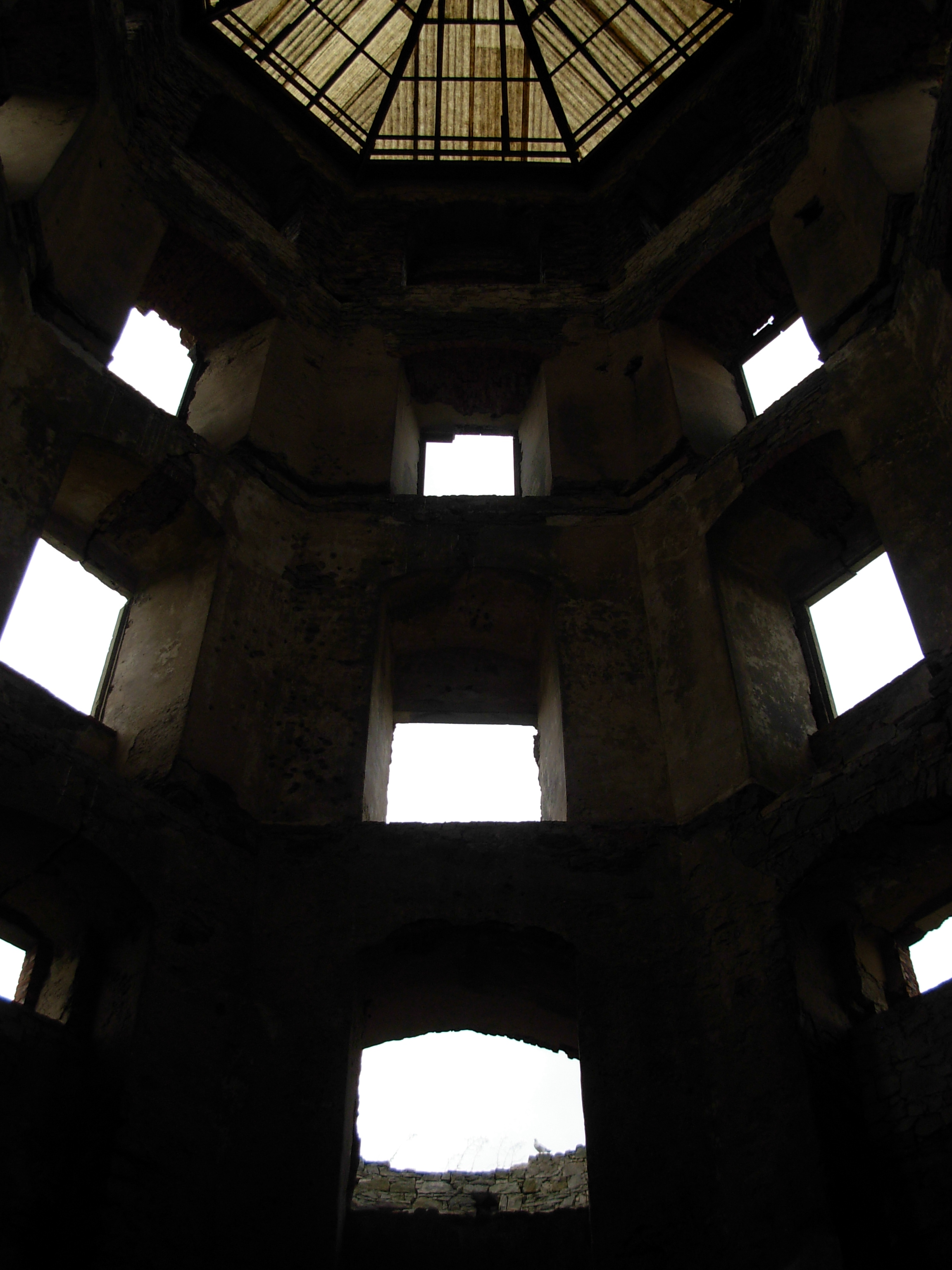
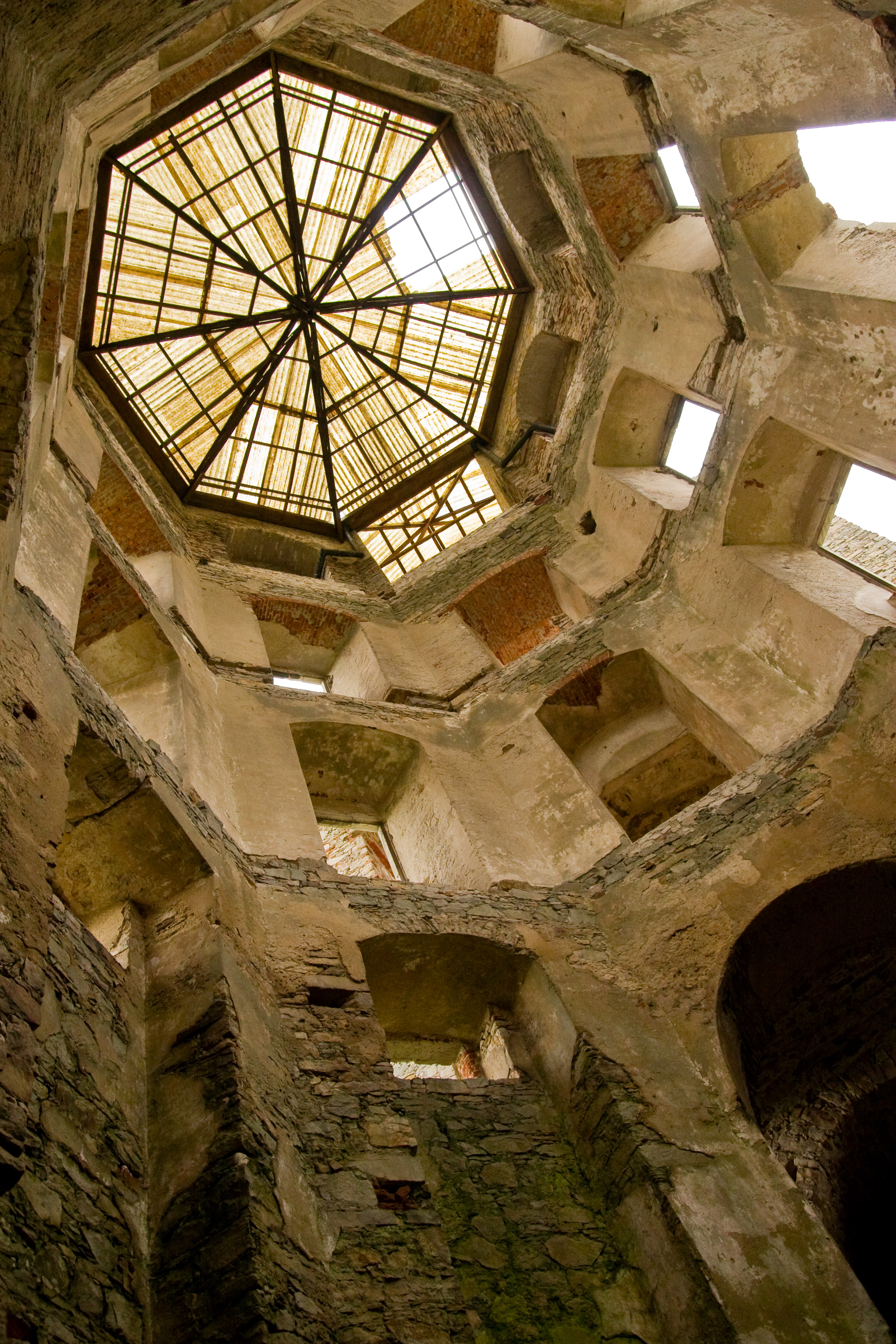
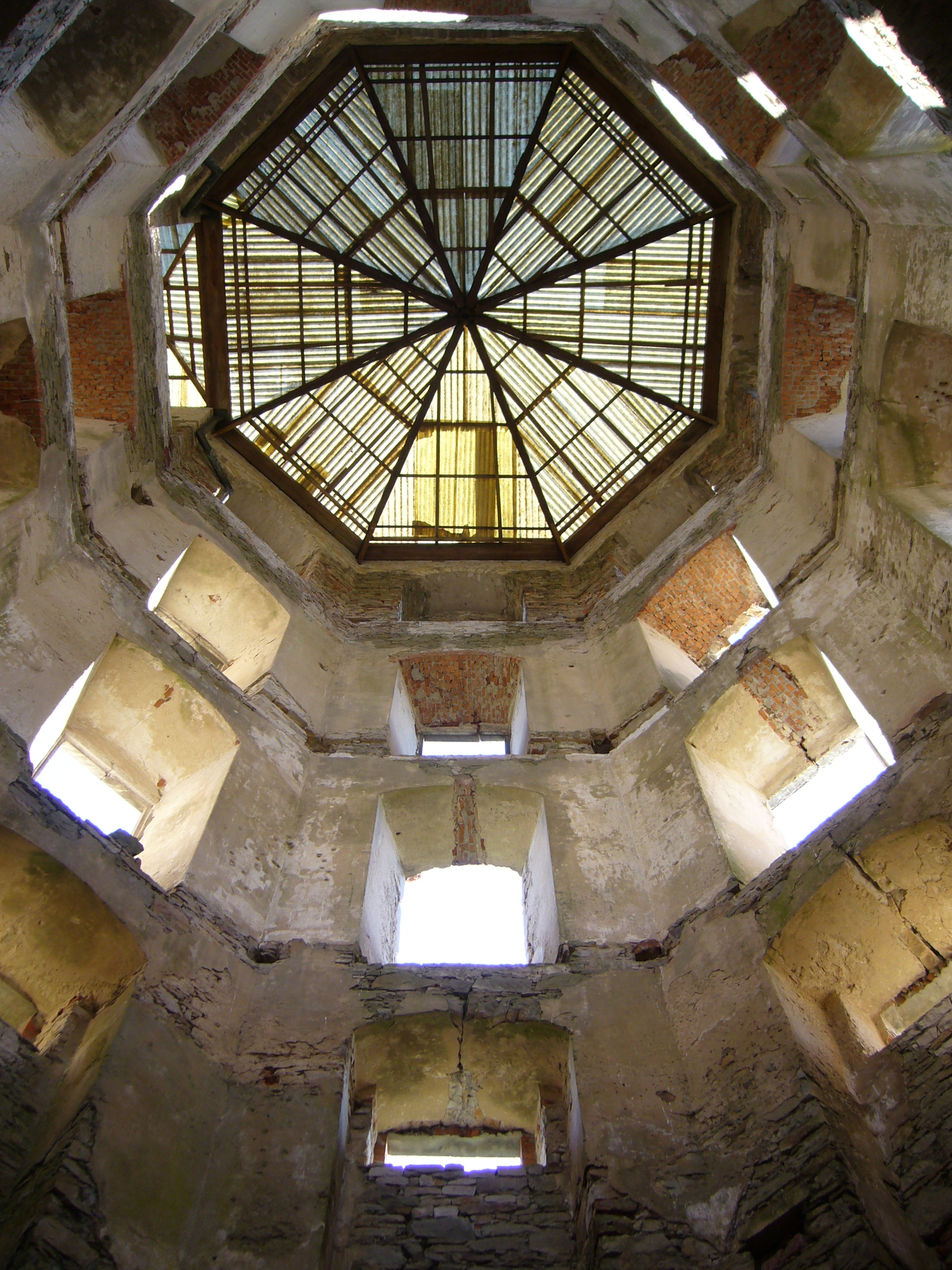
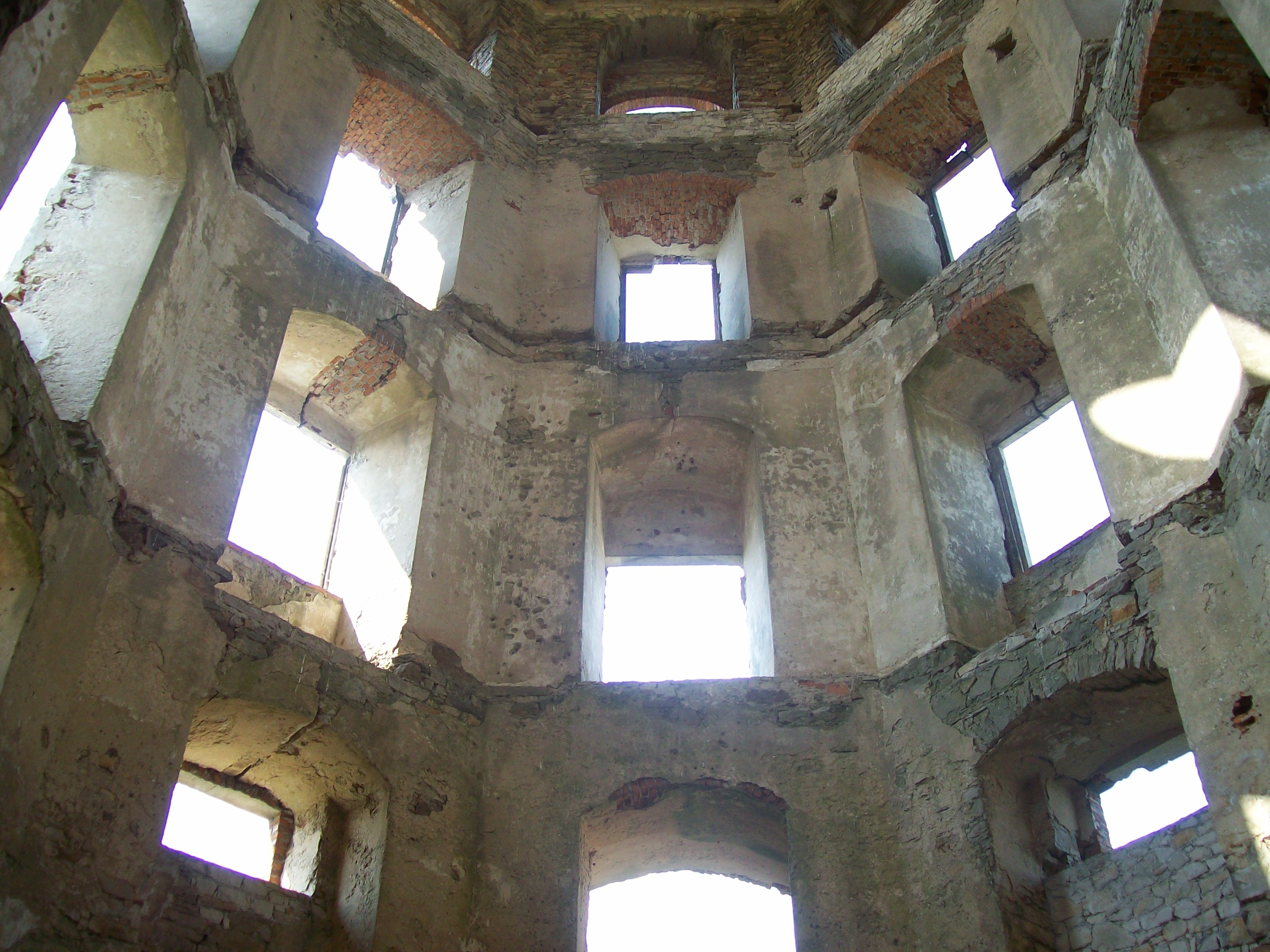
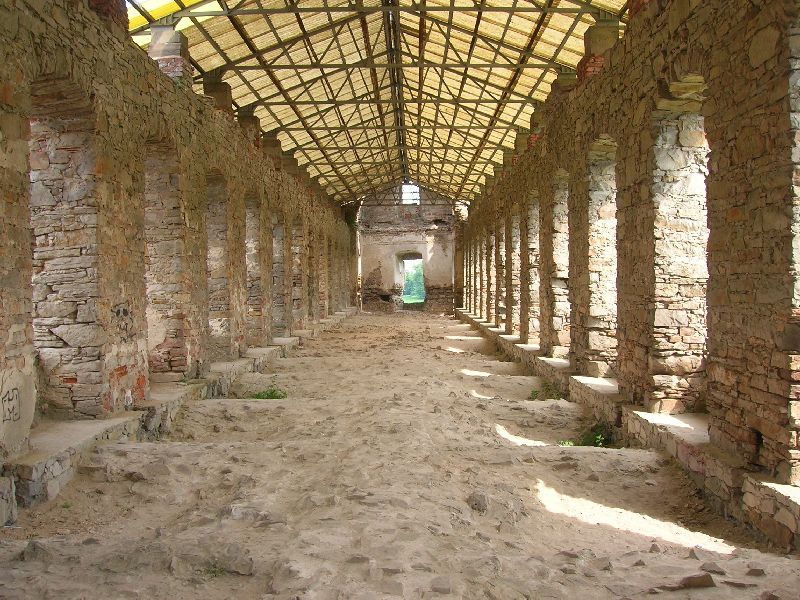
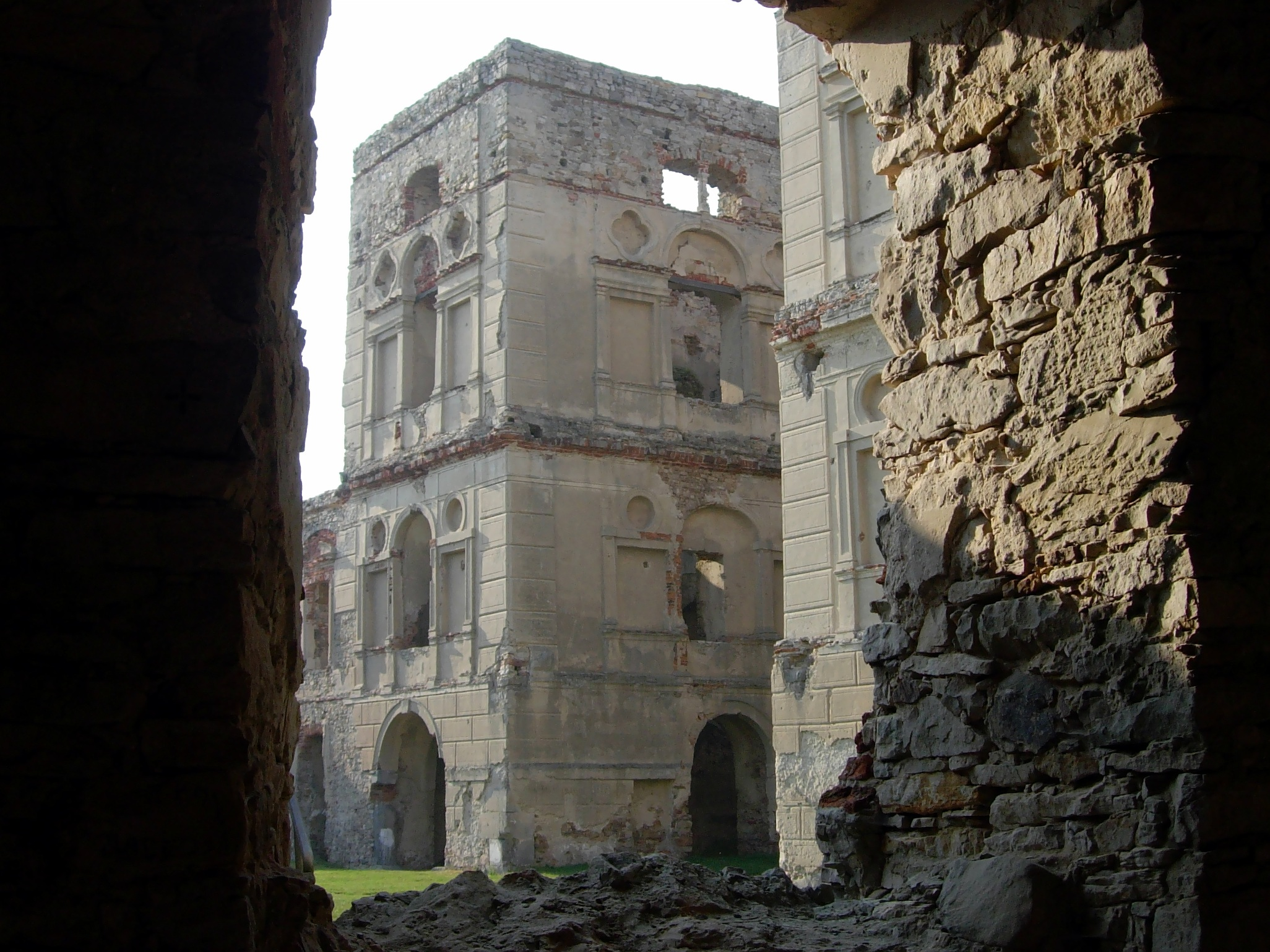
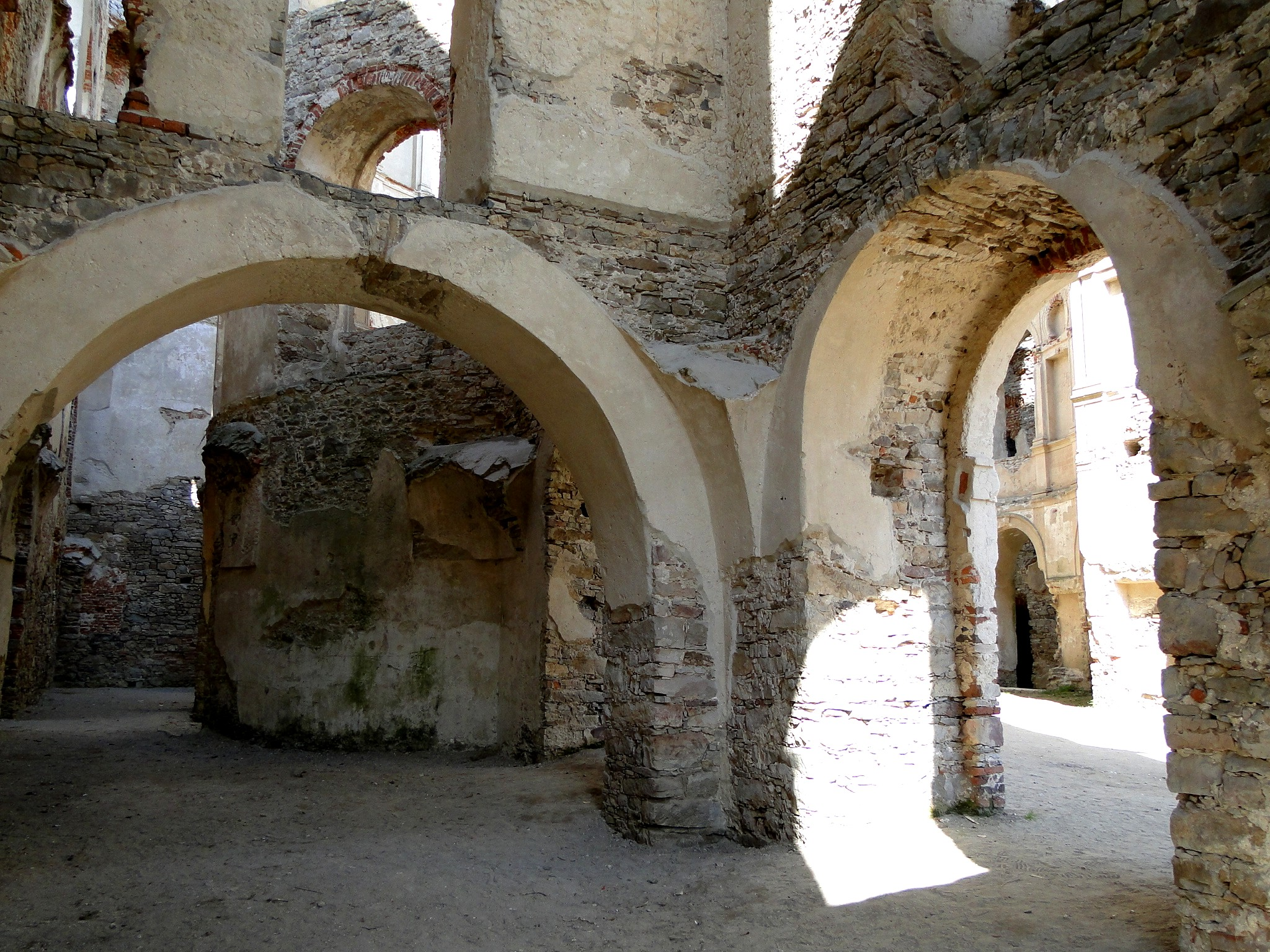
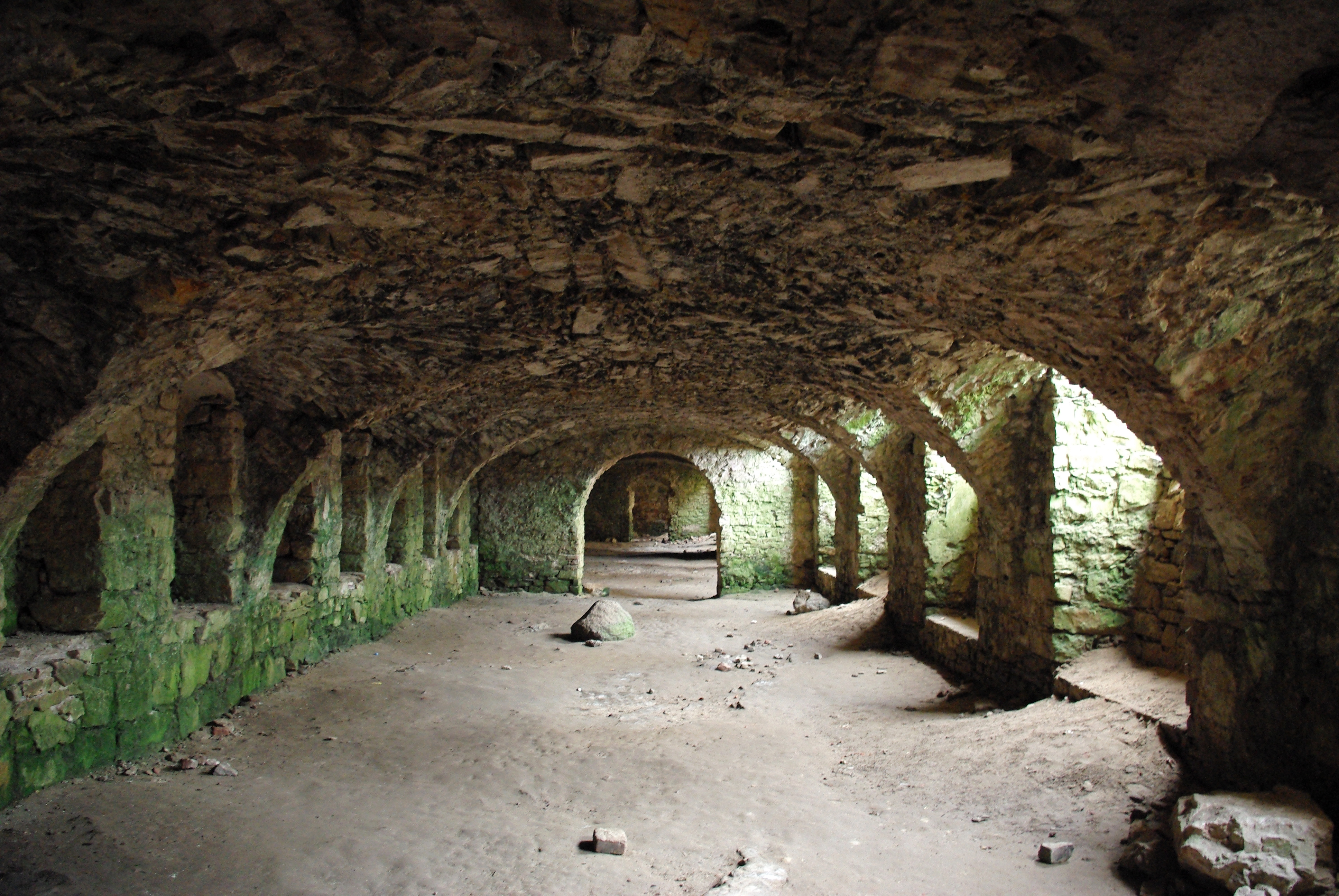

## Відомі твори
- Замок Крижтопор, село Уязд, Опольське воєводство, 1632—1644 роки
- костел Св. Йосипа, Кліментов, 1643—1650 роки